# Bánovce nad Bebravou
Bánovce nad Bebravou (nemško Banowitz, madžarsko Bán) je mesto na Slovaškem. 

## Zemljepis
Kraj leži ob vznožju gorovja Strážovské vrchy pri severnem robu Podonavskega hribovja, ob sotočju rek Radiše in Bebrave. Nahaja se okoli 25 kilometrov od Prievidze, 30 kilometrov od Trenčína in 50 kilometrov od Nitre.

## Zgodovina
Kraj je poseljen že od bronaste dobe. Najstarejši zapis o mestu sega v leto 1232, ko je bilo znano kot villa Ben. Mestne pravice je dobilo leta 1376. Med srednjim vekom je bilo pomembno trgovsko središče za različne cehovske družbe. Leta 1633 so ga oplenili Turki. Prva osnovna šola v kraju se je odprla v 17. stoletju. Med obdobjem prve Češkoslovaške republike je bilo mesto usmerjeno v poljedelstvo in obrt, po drugi svetovni vojni pa je sledil razvoj avtomobilske, pohištvene in tekstilne industrije. 

## Turistične zanimivosti
- Cerkev sv. Niklaja - dobro ohranjena gotska cerkev iz 15. stoletja
- Cerkev Svete trojice
- Sinagoga - danes luteranska cerkev
- Podeželski grad v četrti Horné Ozorovce

Skupno petnajst kulturnih spomenikov mesta in mestnih četrti je popisanih v osrednjem inventarju spomenikov v Bratislavi.
Bánovská parenica, najslavnejša kolesarska dirka v bližnji okolici, ki vsakoletno poteka 6. septembra, se začne prav tukaj. Namenjena je kolesarjem vseh stopenj pripravljenosti, organizira pa jo lokalno turistično društvo Klub slovenskych turistov (http://www.kstbce.caro.sk/ Arhivirano 2008-01-31 na Wayback Machine.).

## Demografija
| Leto          | 1994   | 2004    | 2014    | 2024     |
| ------------- | ------ | ------- | ------- | -------- |
| Število ljudi | 20.716 | 20.725  | 18.933  | 16.103   |
| Razlika       |        | +0,04 % | −8,64 % | −14,94 % |

| Leto          | 2023   | 2024    |
| ------------- | ------ | ------- |
| Število ljudi | 16.359 | 16.103  |
| Razlika       |        | −1,56 % |

Pri popisu prebivalstva iz leta 2001 je v mestu živel 20,901 prebivalec. 97% je bilo Slovakov, 1,4% Romov, 0,7% pa Čehov. 73,9% prebivalcev se je razglasilo za rimokatolike, 11,5% ni navedlo veroizpovedi, 11,3% pa je bilo  luteranov.

## Četrti
Mesto tvorijo naslednje četrti: 
1. Bánovce nad Bebravou
2. Biskupice
3. Dolné Ozorovce
4. Horné Ozorovce
5. Malé Chlievany